# شهرستان تروپ (جورجیا)
شهرستان تروپ، جورجیا (به انگلیسی: Troup County, Georgia) یک سکونتگاه مسکونی در ایالات متحده آمریکا است که در جورجیا واقع شده‌است.